# Comuna Kunîn, Jovkva
Kunîn (în ucraineană Кунин) este o comună în raionul Jovkva, regiunea Liov, Ucraina, formată din satele Bir-Kunînskîi, Hîtreikî, Hrînciukî, Kunîn (reședința) și Țîtulea.

## Demografie
Componența lingvistică a comunei Kunîn
     Ucraineană (99,8%)
     Alte limbi (0,2%)
Conform recensământului din 2001, majoritatea populației comunei Kunîn era vorbitoare de ucraineană (99,8%), existând în minoritate și vorbitori de alte limbi.